# Скотареве
Скотаре́ве — село в Україні, в Шполянській міській громаді Звенигородського району Черкаської області. У селі мешкає 785 людей.
Село Скотареве розташоване за 12 км від м. Шполи. Скотареве відоме з XVI ст. Хутір заснував козак Скотар в лісі. У 1824 році у селі побував цар Російської імперії Олександр І. У одному із маєтків Дарія Висоцька-Лопухіна пригощала царя і царську свиту званим обідом. У 1842 році генеральша Скородуля продала село відставному титулярному раднику Матвію Авксентійовичу Белецькому.
У селі була Воздвиженська церква збудована у 1797 році.
В ніч із 7 на 8 лютого 1944 року поблизу села відбувся розвідувальний вихід взводу пішої розвідки 230-го гвардійського стрілецького полку 80-ї гвардійської стрілецької дивізії. За результатами виходу 5 бійців взводу були нагороджені медаллю "За відвагу".
В ніч на 18 лютого 1944 року 1030 бійців 217-го гвардійського стрілецького полку, за підтримки артилерійських розрахунків з інших частин 80-ї гвардійської стрілецької дивізії провели бій проти 394-го моторизованого полку і 6-го танкового полку німців (до 300 піхотинців, 35 танків і САУ, 6-8 гармат, 4 зенітних гармати). Ці полки належали до 3-ї танкової дивізії вермахту. 
З 2-ї години ночі (початок бою) до 19:00 18.02.1944 р. (час бойового донесення) частини 80 гв. сд втратили до 200 чоловік вбитими і пораненими ("за попередніми даними").
Німці залишили Скотареве о 23:00 8 березня 1944 року, під прикриттям кулеметників. Вже опівночі з 8 на 9 березня сюди зайшли  десантники 1-ї гвардійської повітрянодесантної дивізії (75-й стрілецький корпус, 53-тя армія, 2-й Український фронт). За тиждень до цього, 1 березня 1944 року в бою за висоту 230.4 поблизу Скотаревого зазнав важких втрат 13-й полк цієї дивізії. За одну ніч загинуло 3 офіцера (командир роти, командири взводів) і 28 воїнів-десантників. За участь у цьому бою уродженець Запоріжжя, командир відділення 2-го батальйону 13-го гвардійського повітрянодесантного полку Семен Стороженко був представлений до звання Героя Радянського Союзу.

## Скотарівський садибний парк
Маєток і парк знаходилися в північній частині села, при в'їзді у село з боку села Васильків. Парк розташований на схилах озер, які каскадом спускаються долиною. Композиція алей та зорових осей свідчить про те, що на місці, де зараз розоране поле був палац та інші головні споруди маєтку. Значна частина парку зруйнована, і важко відслідкувати його композицію. Добре видно, що алеї вздовж берегів ставків мали широкі відкриті простори та мали бути місцем відпочинку та розваг.
Палац та господарські споруди зруйновані 1917 року. Парк зберігся частково. Залишились нижня частина зі ставками та алеями вздовж берегів, деякі композиції верхньої частини парку та місця, де були споглядові майданчики. Значна частина парку зрубана та розорана, для відновлення яких необхідна значна дослідницька та архівна робота.

## Географія
У селі бере початок річка Князька.

## Населення

### Мова
Розподіл населення за рідною мовою за даними перепису 2001 року:
| Мова       | Кількість | Відсоток |
| ---------- | --------- | -------- |
| українська | 774       | 98.60%   |
| російська  | 10        | 1.27%    |
| білоруська | 1         | 0.13%    |
| Усього     | 785       | 100%     |

## Відомі люди
- Гродзинський Олександр Олександрович — український співак (бас), Заслужений діяч мистецтв України.
- Новосільський Ярослав Вікторович (1993—2017) — учасник російсько-української війни[4].
- Носач Іван Петрович (1974—2017) — молодший сержант Збройних сил України, учасник російсько-української війни.
- Ткаченко Володимир Данилович (1943—2007) — український правознавець.

## Інтернет-посилання
- Погода в селі Скотареве [Архівовано 29 березня 2008 у Wayback Machine.]